# Vostotxni Sossik
Vostotxni Sossik - Восточный Сосык (rus) - és un khútor del krai de Krasnodar, a Rússia. Es troba a la vora esquerra del riu Sossika, afluent del Ieia. És a 17 km al sud-est de Staromínskaia i a 155 km al nord de Krasnodar.
Pertanyen a aquest khútor els khútors de Zàpadni Sossik, Vessioli, Mirni, Nàberejni, Storoji Pérvie i Storoji Vtórie.